# 日本槍術

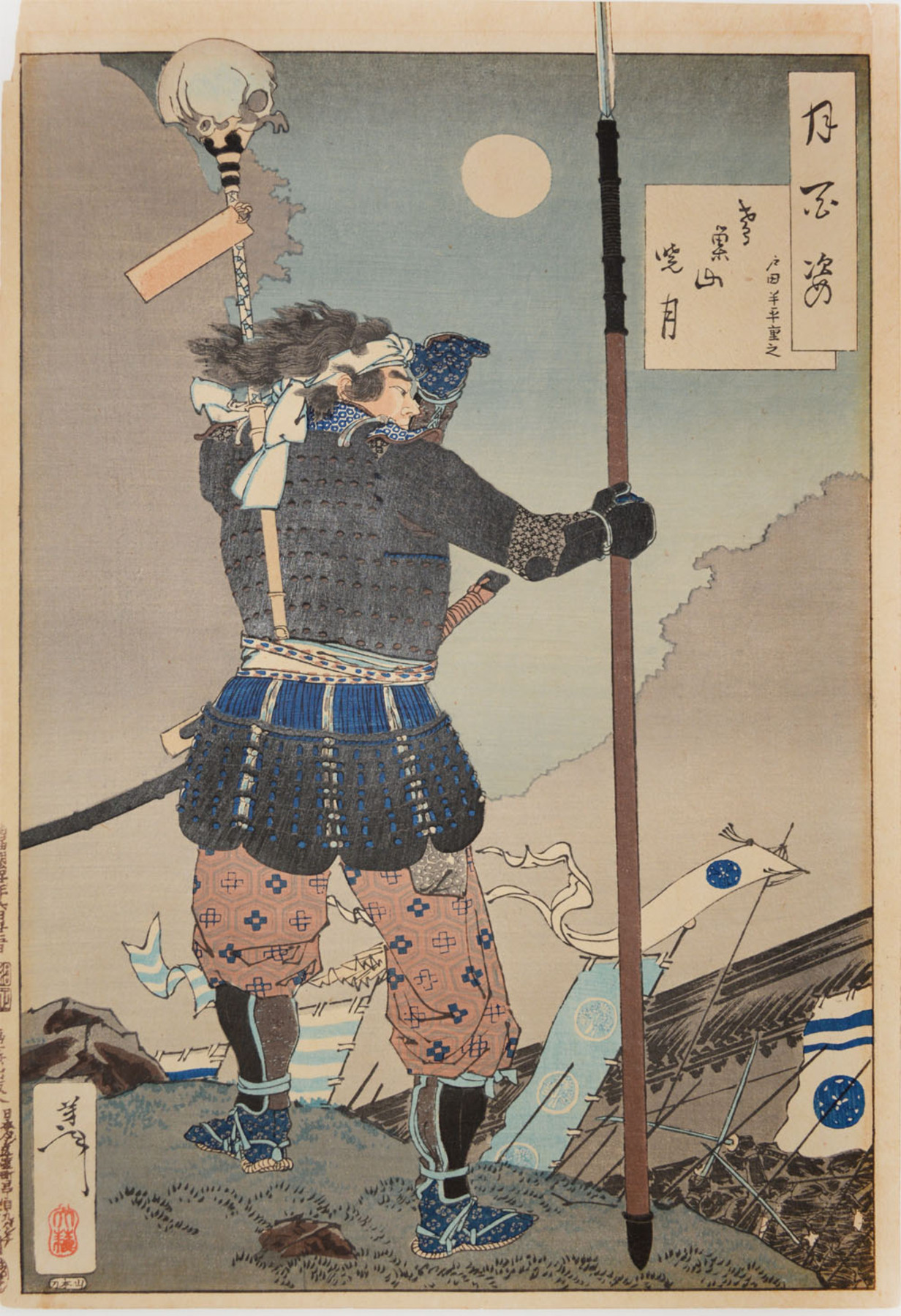
帶著槍的戰國武士

槍術（そうじゅつ）為日本古武術的一系。又可寫為鑓術。
承襲平安時代中期以後為主流的薙刀外形，於鎌倉時代後期產生了槍此項武器，起初由一般步兵使用，於武將也逐漸採用後形成了所謂的槍術。
通常隨著喜好而改良，除了普通的素槍外也有大身槍（刃部較長）、片鎌槍、十文字槍（雙鎌槍）、管槍、弭槍、手突槍等數種。
1887年舊日本陸軍廢除原有的法國式刺槍術，將寶藏院流與佐分利流等日本傳統槍術流派統合，制定日本式的刺槍術（又稱銃劍術）。
戰後，舊日本陸軍的銃劍術改為競技武道式的銃劍道，陸上自衛隊於戰後制定的自衛隊格闘術中也將其作為戰技訓練。
而槍術的流派於明治至昭和年間陸續失傳。

## 流派
使用素槍的流派
- 大嶋流（使用十文字槍與鐮槍也是其技的一部分）
  - 種田流
- 竹内流（柔術流派）
  - 風傳流
- 香取神道流（飯篠流）
  - 鹿島神流
  - 鹿島新當流
    - 本間流（本間新當流）
    - 新陰疋田流（使用十文字槍與鐮槍也是其技的一部分）
    - 新天流
    - 五坪流
      - 慶増流
        - 以心流

- 高木流
- 無辺流

使用鎌槍（十文字槍）的流派
- 寶藏院流
  - 寶藏院流中村派
    - 寶藏院流高田派

  - 法藏院流（寶藏院流長谷川派）
  - 寶藏院流礒野派（寶藏院流主馬派）
    - 加來流

  - 姉川流

使用鍵槍的流派
- 戶田流（劍術流派）
  - 佐分利流

對外連結誠武無染舎 （页面存档备份，存于）
- 樫原流
  - 本心鏡智流
- 大内流
- 內海流

使用管槍的流派
- 伊東流（建孝流）
  - 貫流（尾張貫流）
  - 日下一旨流
    - 一旨流
- 妙見自得流
- 空玄流

## 外部連結
- 1865年時槍術的練習 （页面存档备份，存于）